# Macedonia unida
Macedonia unida (en macedonio: Обединета Македонија, Obedineta Makedoniya) es un término irredentista del nacionalismo étnico macedonio. Con él se apela al deseo de la unificación de la región transnacional de Macedonia en el sudeste de Europa (reclamada por los nacionalistas étnicos macedonios como su patria nacional, y que consideran erróneamente dividida en el Tratado de Bucarest de 1913) en un solo estado bajo su mandato, teniendo a Tesalónica (denominada por ellos Солун, Solun) como su capital. 
El término ha sido utilizado desde principios de 1900, en notable conexión con la Federación Comunista Balcánica.